# 嘉義縣城
嘉義縣城是清朝臺灣嘉義縣（諸羅縣）的縣治所在，位在今天的嘉義市，為臺灣最早興築的城池，依其建材可先後分為竹木城、土竹城、三合土城與磚石城四個時期。該城在1895年的乙未戰爭中受創嚴重，1906年的地震更使僅存的城垣倒塌，只留下東門樓。然而在1912年的風雨中，東門樓亦毀，雖然地方人士將東門樓的舊建材在東門旁的十九公廟重建，而二次大戰後又重建於嘉義公園（即「太保樓」），但最後該樓還是在1971年改成鋼筋水泥建築，繼而在1998年整建公園時被拆除。

## 沿革

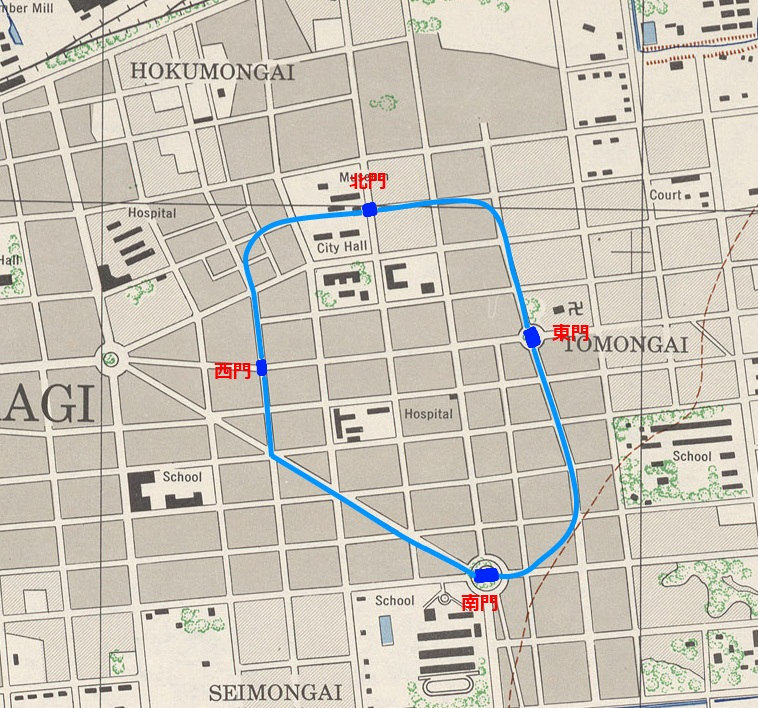
嘉義縣城（木柵城）平面圖

嘉義縣原稱諸羅縣，最初的縣治是在佳里興（今臺南市佳里區），後來因為朝廷認為佳里興非理想的縣治之地，遂在康熙四十年（1701年）將縣治改到諸羅山（今嘉義市），然而直到康熙四十三年（1704年）知縣宋永清才正式將縣治移到諸羅山去。
而在縣治移到諸羅山的同時，宋永清為了安全起見而築起了木柵城。該城周長680丈，設有四門。後來到了康熙五十六年（1717年）時，知縣周鍾瑄又在木柵外環植了刺竹。
而在朱一貴事件發生後，繼鳳山縣先違背禁令興築土城後，知縣孫魯也在雍正元年（1723年）將縣城改為土城。此時的縣城擴大為周長795丈2尺，底部寬2丈4尺，上面則有寬1丈4尺的馬道，而外頭更有護城河。四年後知縣劉良璧又重建門樓、砌水涵，並命名四城門為：襟山門（東門）、帶海門（西門）、崇陽門（南門）與拱辰門（北門），各城門上並設置兩門砲，而民間則在四方城樓上分別祭拜關帝（東門）、媽祖（西門）、觀音（南門）、與玄天上帝（北門）。而這次工程使得城池範圍向西北擴張，而使城池形狀頗似蟠桃，因而有了「桃城」的別名，此外今嘉義中央噴水池一帶因位於蟠桃之尾，而被稱為「桃仔尾」到了雍正十二年（1734年）時，知縣陸鶴又在土城外種上刺竹。

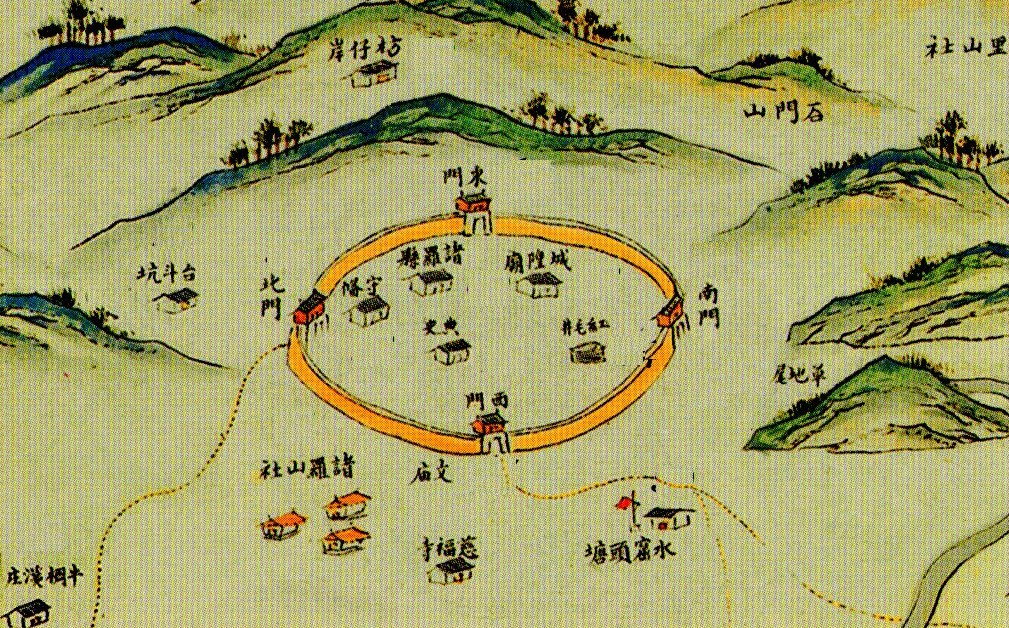
乾隆台灣輿圖中的諸羅縣城

乾隆年間發生林爽文事件後，乾隆皇帝因嘉許縣民守城事蹟而下詔將諸羅縣改為嘉義縣。而清廷在此事件後，亦下詔將臺郡各地城池用更堅固的建材改建，嘉義縣城遂因此於乾隆五十八年（1793年）改成三合土城。
而在道光年間經歷張丙事件與數次天災後，城垣出現了多數坍塌，於是道光十三年（1833年）時，知縣單瑞龍與水師提督王得祿合力勸捐，將城池改成磚石城。這次工程共花費11萬9360兩，皆由地方官民自行籌捐，於道光十六年（1836年）完工，除了增築甕城與砲臺外，也在城的西北設立了60多間義倉。而城池在經歷這次工程後，規模改為「長800丈8尺，外周829丈1尺，內垣高1丈8尺，城上馬道闊1丈6尺4寸」，而四座城門的城名也改為迎春門（東門）、性義門（西門）、阜財門（南門）與拱極門（北門）。
改建磚石城後，嘉義縣城又歷經道光十九（1839年）、二十八年（1848年）與同治元年（1862年）三次地震破壞，直到光緒十五年（1889年）時才由知縣包容與仕紳林啟等人重修，並在外圍廣種刺竹，而這也是嘉義縣城最後一次的整修。
乙未戰爭時，日軍在攻陷彰化縣城後於大莆林（今嘉義縣大林）一度受挫，但之後便重整兵力，分三路進攻嘉義縣城，而在日軍砲火之下，城垣受到重創，最後在北門淪陷之後，其他三門也先後被破，攻城戰不到半日便宣告結束。之後在明治三十九年（1906年）的大地震與大正元年（1912年）的暴風雨中，嘉義縣城僅存的遺跡再次受創，進行市街改正後幾乎消失殆盡。其中東門樓（原又稱太子樓，紀念封為太子太保的王得祿）的舊建材曾一度被移到十九公廟後重建，而在二次大戰後又移到嘉義公園裡並命名為太保樓，但後來因年久失修而在民國六十年（1971年）由嘉義市政府改成鋼筋水泥建築，但已不復原貌，最後在民國八十七年（1998年）整建嘉義公園時被拆除。

## 城門

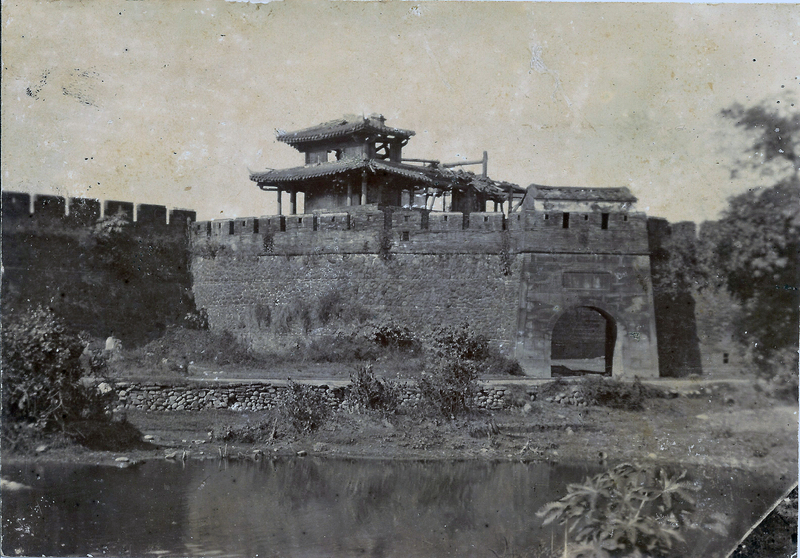
約1910年的嘉義縣城遺跡。

嘉義縣城共開有四座城門，康熙時期的四座城門位置除西門與北門外，位置並沒有太大變動。而該城最後一次整修時修築的城門樓為兩層樓建築，屋頂為重簷歇山式，周圍則有兩列圓柱圍繞，而上方白壁還開有八角窗。而在城門之外，均建有甕城以強化防禦。
四座城門拆除後，除了西門之外都在原址興建了圓環，但後來因交通需求，而拆除了北門與南門圓環，只留下東門圓環。西門的位置是在今光華路與中正路口，北門約在民權路與吳鳳北路交叉口，而南門則在光華路、共和路與民族路交會處。

## 市街發展
在城池興建之初，城裡主要只有縣署、巡檢司署等政府機關，而到了1717年時，城內已形成十字街、太平街與鎮安街等市街。之後到了1760年左右，城內的街市則有中和街、十字街、布街、總爺街、內外城廂街、四城廂外街與新店街。同治初年時，城內又增加了內教場、橫街仔、媽祖宮、觀音亭、關帝廟、水涵口、魚仔市、米市街、西門口、南街仔、紅毛井、城隍廟、菁仔市、文廟口、縣學前、義倉口等新街市。而到了1862年時，城東區已成為宗教機能區，有關帝廟、觀音亭與媽祖宮等廟宇；城西為商業區，有米市街、布街與魚仔市等商業市街；城北則為文教區，文廟與縣學等文教建築多設於此處。這種分區情形一直到了日治時期後才逐漸被改變。

## 設施
- 縣署：興建於1706年，由同知孫元衡始建，但直到1716年知縣周鍾瑄增築後才有一定的規模。當時縣署座東朝西，中軸線上先後是儀門、大堂、川堂與知縣所住的後堂，後堂之後則為檨園。而在川堂與後堂之間的兩旁則為縣衙六房的辦事處，大堂北邊建有倉庫，儀門北邊則是監獄。之後1740年又增建社番往來納餉公所，1761年又在縣署內建供官眷參拜的天后宮。進入日治時期之後，縣衙逐漸傾圮，最後在毀於1906年的嘉義大地震後改建成了東市場。[9]
- 典史署：最初設在善化里目加溜灣街，後來在1724年移回城內，位在縣署北邊。1762年時典史周兆新曾進行重修。[9]
- 營汛：北路營參將署位於北門內，建於1779年，中軸線上分別是大堂、川堂、私宅，而私宅的右邊則又有齋社與箭廳。1789年時參將阮蔡文增建大門與儀門，其屋頂原本是茅草，但隔年失火重建後便換成了瓦。此外在興建參將署的同一年，在參將署箭廳右邊又設有守備署[註 3]。[10]
- 文廟：1706年同知孫元衡始建，位在西門外，1708年知縣宋永清再予以擴建。1723年改築土城時將文廟包入城中，但因緊鄰城垣，而於1753年在北邊30丈處重建，又位於西門外，之後毀於林爽文事件。1836年建磚石城時，因而又將文廟包入城中。而在進入日治時期後，文廟遭日軍進駐，後毀於1906年的地震，原址上後來興築了醫院。[11]
- 社學：嘉義縣城設置社學始於1709年福建巡撫張伯行通令知縣劉作揖在縣內多處設置社學，而位於城內的社學則位在紅毛井附近，約維持到道光年間。此外1715年時知縣周鍾瑄亦於附近的諸羅山社設置社學，直到道光年該社學才因平埔族漢化而裁撤，其址約在今中正公園。[12]
- 義學：同知孫元衡於1706年建立於文廟右邊，年久傾壞後由知縣周鍾瑄於1715年改建於縣署右邊。而在1833年重修縣城時，王得祿曾在四方城門樓上設置義塾，稱為「四門義塾」。[13]
- 書院
  - 玉峰書院：始建於康熙年間，1759年由知縣李倓改建於西門內文廟舊址，旁有建於1723年，祭祀死於朱一貴事件中的參將羅萬倉和其妾蔣氏的忠烈廟。1786年毀於地震後，在1826年獲仕紳王朝清[註 4]捐地而遷至西門外諸福寺西南方。日治時期此地被改成慈惠院。[13]
  - 羅山書院：由知縣張縉雲與仕紳王朝清於1829年創建於文昌閣南邊，丘逢甲曾至此講學。日治時期時逐漸傾毀，之後先後被改建成衛戍病院與小學校。[13]

### 宗教建築
- 祭壇
  - 山川壇、社稷壇：初建於1715年，位在城外西南方，乾隆年間移到東南方。[14]
  - 邑厲壇：由北路營守備游崇功募建於1716年，位在城北雲霄厝，為嘉邑九華山地藏庵前身。[14]
  - 先農壇：諸羅縣知縣李鏞倡建，今嘉邑大天宮。
- 城隍廟：建於1715年，位在縣署南方。所供奉的城隍因沈葆楨上奏於1862年的戴潮春事件中有功，而受封為「綏靖侯」。[14]
- 媽祖廟[15]
  - 天后廟：位於縣署南邊，紅毛井北邊，原稱天妃廟，由知縣周鍾瑄倡建於1717年，雍正時改稱天后廟。1906年在地震中受損後原址被劃為道路，神像移至城隍廟中。
  - 縣署天后廟
  - 溫陵媽廟：由泉州晉江人士建於1760年，1906年毀於地震後移至今址。
- 元帥廟：又名雙忠廟、睢陽廟，主祀張巡、許遠，始建於1689年，1709年時重修。今日仍存。[15]
- 觀音亭：由北路營官兵所建於1709年，為今之普濟寺前身。[16]
- 關帝廟：1713年時興建於觀音亭前，今已不存。[16]
- 保生大帝廟：建於1701年，位在西門外，即今之嘉義仁武宮。[16]
- 諸福寺：建於1707年，位在西門外。毀於1906年的地震後未再重建。[16]
- 聖王廟：主祀開漳聖王，建於1761年，位在西門內。廢於日治時期，今已不存。[16]
- 三山國王廟：建於1752年，位在西門內。即今之嘉義廣寧宮。[16]

## 外部連結
- 古城牆系列之《嘉義縣城》（页面存档备份，存于）